# Spargania rufivena
Spargania rufivena là một loài bướm đêm trong họ Geometridae.